# 格伦厄林 (北达科他州)
格伦厄林（英語：Glen Ullin），是美国北达科他州下属的一座城市。根据2010年美国人口普查，该市有人口807人。2011年估计该市有人口815人，相对于2010年，增长率为0.99%。